# Плес срећних сенки
Плес срећних сенки и друге приче (енгл. Dance of the Happy Shades) је прва књига канадске књижевнице Алис Манро (енгл. Alice Munro) која је добила Нобелову награду за књижевност 2013. године. Петнаест прича чини садржај ове публикације објављене 1968. године.

## О делу
Прва књига прича је настала 1968. године, а у Србији је преведена тек 2015. године. Алис Манро прича о обичним животима њених јунака који су смештени на фармама или у руралним деловима Онтарија. Писац од обичних свакодневних ствари плете приче и интересантне моменте у животу јунака прича. Књига садржи 15 прича Централна је прича по којој је збирка и добила назив Плес срећних сенки. 

### Стил писања
Алис Манро пише кратку прозу и тај жанр ју је и прославио. Она из свакодневице успева да спаја обичне животе са необичним визијама. Данас је препознатљива и светски позната по том таленту. Суштинска напетост између два скупа вредности, два начина гледања, два света, увек је очигледна, централна у њеној последњој књизи као и њеној првој. Посебна Манроова визија је упадљиво присутна и даје најбољу терминологију којом може да разговара о својој уметности.

## Награде
Добитник је Гувернерове награде (енгл. Governor Generals Awards) 1968. године за причу Плес срећних сенки.